# ستيفن كورتي
ستيفن كورتي (بالإنجليزية: Steven Korte)‏ هو لاعب كرة قدم أمريكية أمريكي، ولد في 10 مارس 1986.